# Dziura za Porzeczkami

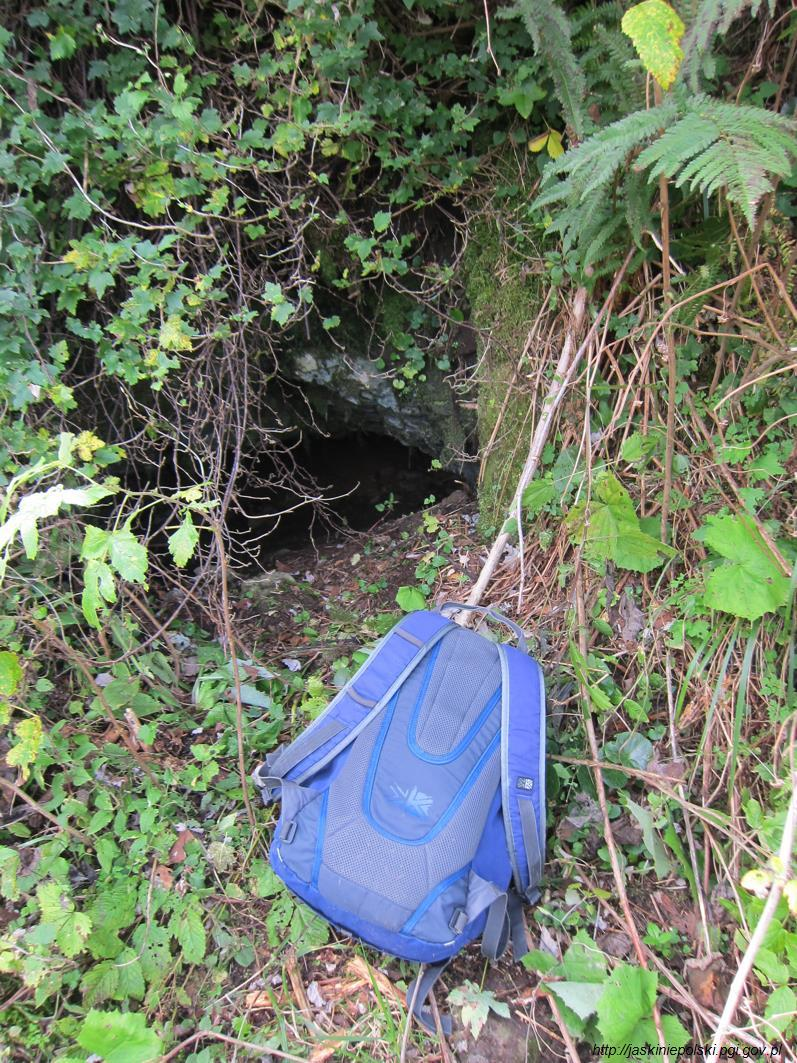
Otwór jaskini

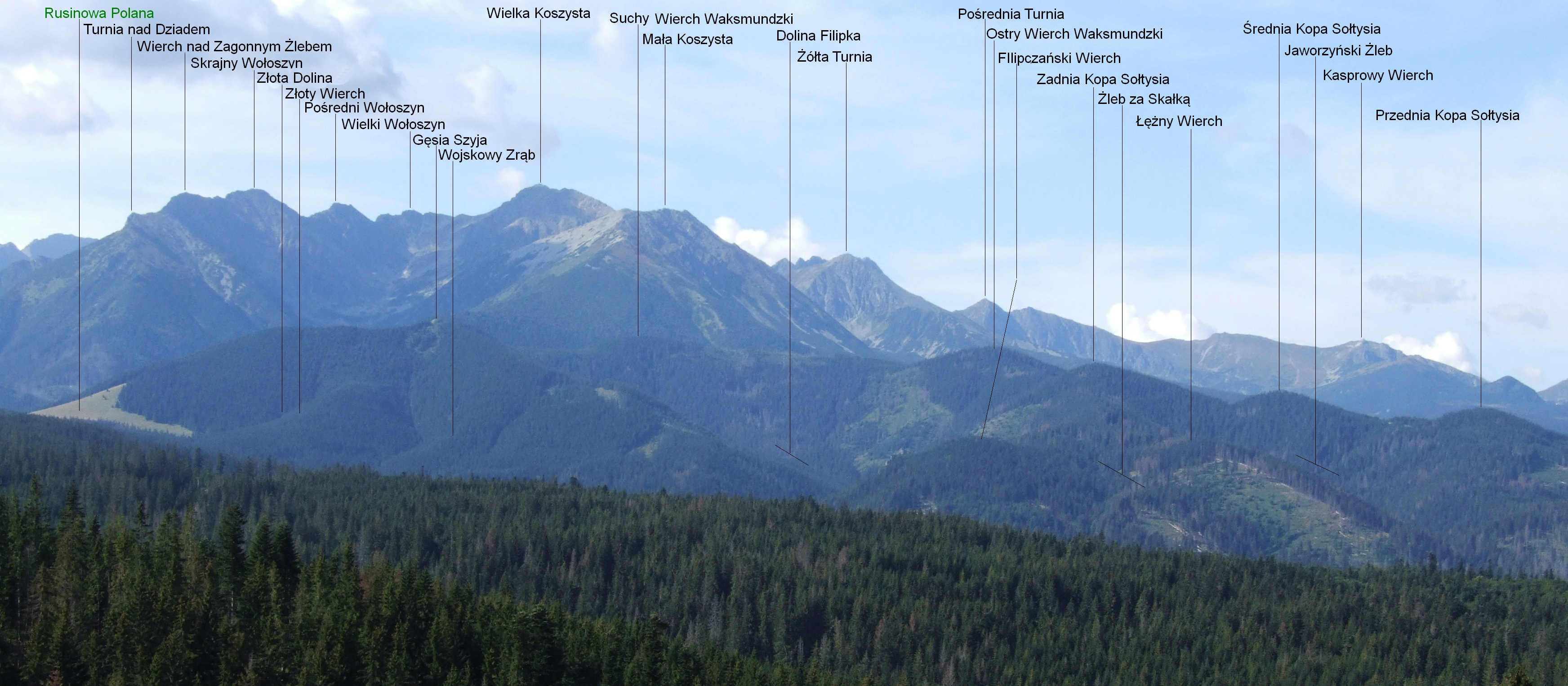
Widok z Głodówki. Na prawo Jaworzyński Żleb

Dziura za Porzeczkami – jaskinia w Dolinie Łężnej w Tatrach Wysokich. Wejście do niej położone jest w górnej części Jaworzyńskiego Żlebu na wysokości 1060 m n.p.m.. Długość jaskini wynosi 5 metrów, a jej deniwelacja 1,6 metrów.

## Opis jaskini
Jaskinię tworzy niewielka, bardzo niska sala, do której prowadzi mały otwór wejściowy. Na jej końcu znajduje się 1-metrowy kominek.

## Przyroda
W jaskini można spotkać nacieki grzybkowe. Na ścianach rosną mchy i porosty.

## Historia odkryć
Jaskinia została odkryta podczas budowy leśnej drogi w 2016 roku. Jej plan i opis sporządził F. Filar.